# Дибиргаджиев, Руслан Адилханович
Руслан Адилханович Дибиргаджиев (азерб. Ruslan Adilxanoviç Dibirhacıyev; 20 июля 1988, Махачкала, Дагестанская АССР, РСФСР, СССР) — российский и азербайджанский борец вольного стиля, член национальной сборной Азербайджана. Чемпион Европы 2014 года в весовой категории до 70 кг, победитель Гран-при Испании (Мадрид, 2013) и турнира имени Дана Колова-Никола Петрова (София, 2014), бронзовый призёр Золотого Гран-при в весе 66 кг (Баку, 2014), бронзовый призёр Европейских игр 2015 года в Баку. 

## Спортивная карьера
Вольной борьбой занимается с 2002 года. В 2008 году на турнире памяти Шамиля Умаханова выступал под флагом России, после чего сменил гражданство и с 2009 года выступает за Азербайджан. Представляет бакинский клуб «Атаспорт». С 2007 года тренируется под началом главного тренера сборной Азербайджана по борьбе Фирдоуси Умудова. В декабре 2013 года в Баку стал чемпионом Азербайджана.

## Биография
Родился в Махачкале. Учился в махачкалинской школе №5. Младший брат — Магома, также борец вольного стиля. По национальности — аварец.